# Лорд-хранитель Большой печати
Лорд-хранитель Большой печати (англ. Lord Keeper of the Great Seal of England) — в прошлом один из крупнейших чинов Английского королевства (а затем и Великобритании), в ведении которого было сохранение Большой печати государства. В связи с этим он входил в число главных сановников государства.
Большая печать королевства Англия была введена Эдуардом Исповедником и находилась первоначально на хранении у канцлера государства. Однако, начиная со времён канцлерства Томаса Бекета, значение и задачи этого важного государственного поста значительно изменились. Будучи лицом духовного сана, канцлер, кроме решения государственных задач, часто был вовлечён также в церковные дела, а также вынужден был выезжать надолго за пределы Англии. В связи с этим Большая печать была передоверена «вице-канцлеру» (или «хранителю» — keeper). Должность «хранителя» исполнял какой-либо чиновник королевства даже в тех случаях, когда вакансия самого лорда-канцлера была свободной.
Со временем должность «лорда-хранителя» получила постоянный статус, занимающее её лицо имело определённый круг прав и обязанностей, связанных с хранением и обеспечением безопасности Большой печати королевства. Как правило (но не обязательно) «лорд-хранитель» был пэром Англии, предоставление же этого сана зависело исключительно от воли монарха. Посвящение в «лорды-хранители» происходило не путём оформления на указанное лицо какой-либо письменной грамоты, указа или патента, а через вручение Большой печати. Окончательное оформление статуса лорда-хранителя Большой печати состоялось во время правления королевы Елизаветы I, издавшей соответствующий закон при назначении ею на эту должность Николаса Бэкона в 1558 году.
В последующие столетия должность «лорда-хранителя Большой печати» передаётся лицу, занимающему пост лорда-канцлера. Последним, самостоятельно занимавшим пост «лорда-хранителя» был Роберт Хенли, 1-й граф Нортингтон, который после восхождения на трон Великобритании короля Георга III стал лордом-канцлером.